# 埃尔温·克尔奥夫内
埃尔温·克尔奥夫内（法語：Erwin Kehlhoffner，1983年12月6日—），法国男子羽毛球运动员。

## 生涯
克尔奥夫内参加了2007年世界羽毛球锦标赛男单比赛，首轮被9-21, 20-22威尔士的理查德·沃恩淘汰。
他在2008年欧洲羽毛球锦标赛，双打与托多罗夫·斯托亚诺夫搭档夺得铜牌。
在北京奥运会羽毛球男子单打比赛中，克尔奥夫内闯入16强。最终输给了中国的陈金。

## 主要比賽成績

### 奧運會和世錦賽參賽紀錄
|          | 2008 |
| -------- | ---- |
| 男子單打 | 16強 |